# 1952年至1953年英格蘭足總盃
1952/53球季英格蘭足總盃（英語：FA Cup），是第72屆英格蘭足總盃，今屆賽事的冠軍是黑池，他們在決賽以4:3擊敗保頓，奪得冠軍。本屆賽事繼續在舊溫布萊球場舉行。
黑池在前年曾殺入決賽但輸波，今次終於收成正果。

## 外部連結
1. 英格蘭足總盃官網Archive-It的存檔，存档日期2012-04-24
2. 英格蘭足總盃 歷屆冠軍（页面存档备份，存于）